# Perillartin
A perillartin fehér színű kristályos anyag. 2000–3000-szer édesebb, mint a cukor. A természetben is előfordul az árvacsalánfélék közé tartozó feketecsalánban (Perilla frutescans).
Édesítőszerként használják elsősorban Japánban és Kínában. Dohányárukban, rágógumiban fordul elő. Étkezési energiát nem tartalmaz.

## Fordítás
Ez a szócikk részben vagy egészben  a   Perillartine című angol Wikipédia-szócikk fordításán alapul.  Az eredeti cikk szerkesztőit annak laptörténete sorolja fel. Ez a jelzés csupán a megfogalmazás eredetét és a szerzői jogokat jelzi, nem szolgál a cikkben szereplő információk forrásmegjelöléseként.